# Stylonectria
Stylonectria ist eine Gattung aus der Familie der Pustelpilzverwandten (Nectriaceae). Die Typusart ist Stylonectria applanata.

## Merkmale

### Teleomorphen
Die Stromata sind dünn und weißlich oder gelb gefärbt. Sie wirken wie Hyphen oder ein Subikulum. Die Perithecien erscheinen gesellig in Gruppen von bis zu 20 Individuen. Sie sind kugelig, birnenförmig bis subzylindrisch geformt und besitzen eine abgerundete oder breite, abgeflachte, runde Scheibe. Bei trockener Witterung fallen sie manchmal seitlich ein. Die Perithecien sind 150 bis 250, mitunter bis zu 350 µm hoch. Sie sind blass gelb, orangerot, orangebraun oder blass bis dunkelrot gefärbt. Mit KOH färben sich die Perithecien dunkelrot bis purpur; mit Milchsäure reagieren sie gelb. Die Oberfläche ist glatt, normalerweise glänzend und etwas irisierend.
Die Wand der Perithecien besteht aus zwei Schichten. Die innere Lage ist hyalin, dünnwandig, eingedrückt und aus verlängerten Zellen aufgebaut. Die äußere Schicht besteht aus isodiametrischen bis länglichen, eckigen bis kugeligen, dickwandigen Zellen.
Die Asci sind zylindrisch bis keulenförmig. Das obere Ende ist einfach und weist einen Ring auf. Die Schläuche bilden acht uniseriate, biseriate oder unregelmäßig gerichtete Ascosporen. Diese sind hyalin oder gelb bis blass braun und einfach septiert. Sie sind zylindrisch bis allantoid geformt, glatt bis warzig und im Allgemeinen dickwandig.

### Anamorphen
Die Konidiophore werden anfangs meist als unverzweigte Phialiden an somatischen Hyphen gebildet. Häufig sind sie lose verzweigt; manchmal bilden sie kleine Sporodochien. Die Phialiden sind fast zylindrisch geformt und besitzen oft einen kleinen Collar. Sie bilden je eine Konidie.
Mikrokonidien werden spärlich gebildet. Sie sind allantoid bis sichelförmig, leicht bis stark gekrümmt und unseptiert. Sie werden in schleimigen Köpfen gebildet. Die Makrokonidien sind subzylindrisch oder leicht bis stark gekrümmt, meist nicht oder einfach septiert und erscheinen in Masse orange. Am oberen Ende sind sie schmaler als an der Basis. Die apikale Zelle ist stumpf oder umgebogen; die basale Zelle ist nicht oder kaum pedicellat. Chlamydosporen sind nicht bekannt.
In Kultur wachsen die Kolonien auf PDA langsam bis sehr langsam. In 14 Tagen erreichen sie bei Zimmertemperatur einen Durchmesser von 10 bis 30 mm. Sie sind weiß, werden jedoch später cremefarben bis blass oder hell orange. Häufig sind orange gefärbte Sporodochien vorhanden. Luftmycel fehlt meist. Wenn vorhanden, ist es spärlich und angedrückt. Der Rand ist glatt bis breit gelappt.

## Ökologie
Die Pilze wachsen meist auf Fruchtkörpern anderer Schlauchpilze (Ascomycota), hauptsächlich auf Vertretern der Ordnung Diaporthales. Die Arten der Gattung Stylonectria werden als wirtsspezifisch angesehen, wobei von einer Spezialisierung auf den Pilzwirt ausgegangen wird. Diese sind ihrerseits spezialisiert auf bestimmte Pflanzenarten.

## Systematik
Die Gattung Cosmospora enthält weltweit folgende Arten.
| Wissenschaftlicher Name  | Autorenzitat                                     |
| ------------------------ | ------------------------------------------------ |
| Stylonectria applanata   | Höhn. 1915                                       |
| Stylonectria carpini     | Gräfenhan 2011                                   |
| Stylonectria purtonii    | (Grev. 1828) Gräfenhan 2011                      |
| Stylonectria wegeliniana | (Rehm 1891) Gräfenhan, Voglmayr & Jaklitsch 2011 |

## Taxonomie
Stylonecrtia wurde 1915 von Franz Xaver Rudolf von Höhnel als Anamorphengattung beschrieben. Sie bestand zu dieser Zeit nur aus dem Typus S. applanata. Als Teleomorphe wurde „Nectria“ applanata var. succinea angesehen. Später konnte Colin Booth jedoch nachweisen, dass es sich bei S. applanata um eine Hauptfruchtform handelt.